# Toyota Challenger 2010
Il Toyota Challenger 2010, noto come Dunlop World Challenge per motivi di sponsorizzazione, è stato un torneo professionistico di tennis giocato sul sintetico indoor, che faceva parte dell'ATP Challenger Tour 2010 e dell'ITF Women's Circuit 2010. Si è giocato a Toyota in Giappone dal 22 al 28 novembre 2010.

## Partecipanti ATP

### Teste di serie
| Nazionalità   | Giocatore      | Ranking* | Testa di serie |
| ------------- | -------------- | -------- | -------------- |
| Giappone      | Gō Soeda       | 122      | 1              |
| Irlanda       | Conor Niland   | 147      | 2              |
| Giappone      | Tatsuma Itō    | 196      | 3              |
| Giappone      | Yūichi Sugita  | 214      | 4              |
| Australia     | Bernard Tomić  | 219      | 5              |
| Australia     | Greg Jones     | 243      | 6              |
| Spagna        | Pablo Santos   | 270      | 7              |
| Taipei cinese | Yang Tsung-hua | 278      | 8              |

- Ranking al 15 novembre 2010.

### Altri partecipanti
Giocatori che hanno ricevuto una wild card:
- Hiroyasu Ehara
- Junn Mitsuhashi
- Takuto Niki
- Arata Onozawa

Giocatori passati dalle qualificazioni:
- Tasuku Iwami
- Toshihide Matsui
- Kento Takeuchi (Lucky Loser)
- Yasutaka Uchiyama
- Wang Yeu-tzuoo

## Partecipanti WTA

### Teste di serie
| Nazionalità | Giocatore               | Ranking* | Testa di serie |
| ----------- | ----------------------- | -------- | -------------- |
| Giappone    | Ayumi Morita            | 77       | 1              |
| Croazia     | Mirjana Lučić           | 108      | 2              |
| Giappone    | Junri Namigata          | 128      | 3              |
| Giappone    | Misaki Doi              | 158      | 4              |
| Germania    | Kathrin Wörle           | 162      | 5              |
| Turchia     | Çağla Büyükakçay        | 191      | 6              |
| Thailandia  | Noppawan Lertcheewakarn | 200      | 7              |
| Giappone    | Ryoko Fuda              | 205      | 8              |

- Ranking al 15 novembre 2010.

### Altri partecipanti
Giocatori che hanno ricevuto una wild card:
- Sachie Ishizu
- Ksenija Lykina
- Aiko Nakamura
- Akiko Ōmae

Giocatori passati dalle qualificazioni:
- Shūko Aoyama
- Miyabi Inoue
- Kim Kun-hee (lucky loser)
- Kotomi Takahata
- Erika Takao

## Campioni

### Singolare maschile
Tatsuma Itō ha battuto in finale  Yūichi Sugita con il punteggio di 6–4, 6–2

### Singolare femminile
Misaki Doi ha battuto in finale  Junri Namigata con il punteggio di 7–5, 6–2

### Doppio maschile
Treat Conrad Huey /  Purav Raja hanno battuto in finale  Tasuku Iwami /  Hiroki Kondo con il punteggio di 6–1, 6–2

### Doppio femminile
Shūko Aoyama /  Rika Fujiwara hanno battuto in finale  Irina Begu /  Mădălina Gojnea con il punteggio di 1–6, 6–3, [11–9]